# Maibritt, das Mädchen von den Inseln
Maibritt, das Mädchen von den Inseln ist eine deutsche Filmromanze aus dem Jahre 1964 mit der Schwedin Jane Axell und Gunnar Möller in den Hauptrollen.

## Handlung
Da Direktor Dingelmeyer wegen einer Grippeerkrankung daheim das Bett hüten muss, schickt er seinen Angestellten Jochen Mintz statt seiner nach Stockholm, um dort ein wichtiges Geschäft abzuschließen. Sein Vertragspartner ist der Schwede Claes von Born, und der Deal hat ein Volumen von rund zehn Millionen D-Mark. Harte Konkurrenz erwächst dem Deutschen durch die Gegenspieler aus England (Mr. Hotchkiss), Frankreich (M. Duval) und der Sowjetunion (Towaritsch Populenko). Um die lästige Konkurrenz auszustechen, will Jochen so bald wie möglich von Born persönlich kennenlernen, der, so erfährt der Deutsche von dessen Sekretärin, segeln gegangen ist. Mit Rosholm besitzt der wohlhabende Geschäftsmann in den Schären eine eigene Insel.
Um seinen Chef daheim zu beruhigen, schickt Jochen eine Kabelnachricht nach der anderen zu Direktor Dingelmeyer nach München. Dann besteigt er die nächste Fähre, um rasch von Stockholm nach Rosholm zu gelangen. Da es auf Rosholm nur die komfortable Born-Villa und eine verschlossene Fischerhütte gibt, beschließt Mintz zur Nachbarinsel hinüberzuschwimmen, wo er in einem winzigen Badehäuschen frierend und zähneklappernd übernachtet. Zurück auf Rosholm, folgt Jochen am nächsten Morgen heimlich einer sich wie ein Einbrecher verdächtig benehmenden Person in von Borns hochherrschaftliches Haus. Als er im Badezimmer den „Einbrecher“ stellen will, muss er feststellen, das es sich dabei um ein hübsches, junges Mädchen handelt. Sie heißt Maibritt und gefällt dem Deutschen ausnehmend gut. 
Da Jochen noch immer glaubt, dass sich das Mädchen unerlaubt Zugang zum Haus verschafft hat, er ihr aber nicht schaden will, stiehlt er sich mit Maibritt gleich wieder ins Freie und untersagt ihr, noch einmal in die Born-Villa einzudringen. Gemeinsam rudern beide zu einer Nachbarinsel, wo Maibritt eine bescheidene Holzhütte bewohnt. Die romantische Atmosphäre und die hellen Mittsommernächte führen bald dazu, dass sich beide jungen Leute ineinander verlieben. Die friedliche Idylle wird jäh gestört, als Maibritts Ex-Verlobter Ralf auftaucht und für Ärger sorgt. Bald haben sich beide Männer in der Wolle. Eines Morgens ist Maibritt spurlos verschwunden. Jochen wird nach Stockholm zurückberufen. Dort erwartet ihn eine Überraschung: Er hat den Vertrag an Land gezogen, und Maibritt, das Mädchen von den Inseln, das nebenbei auch von Borns Tochter ist, ist daran nicht ganz unschuldig.

## Produktionsnotizen
Der in Jugoslawien entstandene Film wurde am 16. Oktober 1964 in mehreren deutschen Städten uraufgeführt. Die Filmbauten stammen von Heinrich Mager. Produktionsleiter war Klaus Stapenhorst.
Die blonde Schwedin Jane Axell war 1962 von Arne Mattsson erstmals vor die Kamera geholt worden. Im Jahr darauf verpflichtete sie Rolf Thiele für eine Nebenrolle in seiner Venusberg-Verfilmung nach Deutschland. Nach Maibritt war die Darstellerin nur noch Anfang der 1970er Jahre in einigen wenigen US-Produktionen zu sehen gewesen.

## Kritik
„Albernes kleines Lustspiel.“